# Liste der Stolpersteine im Kreis Schleswig-Flensburg

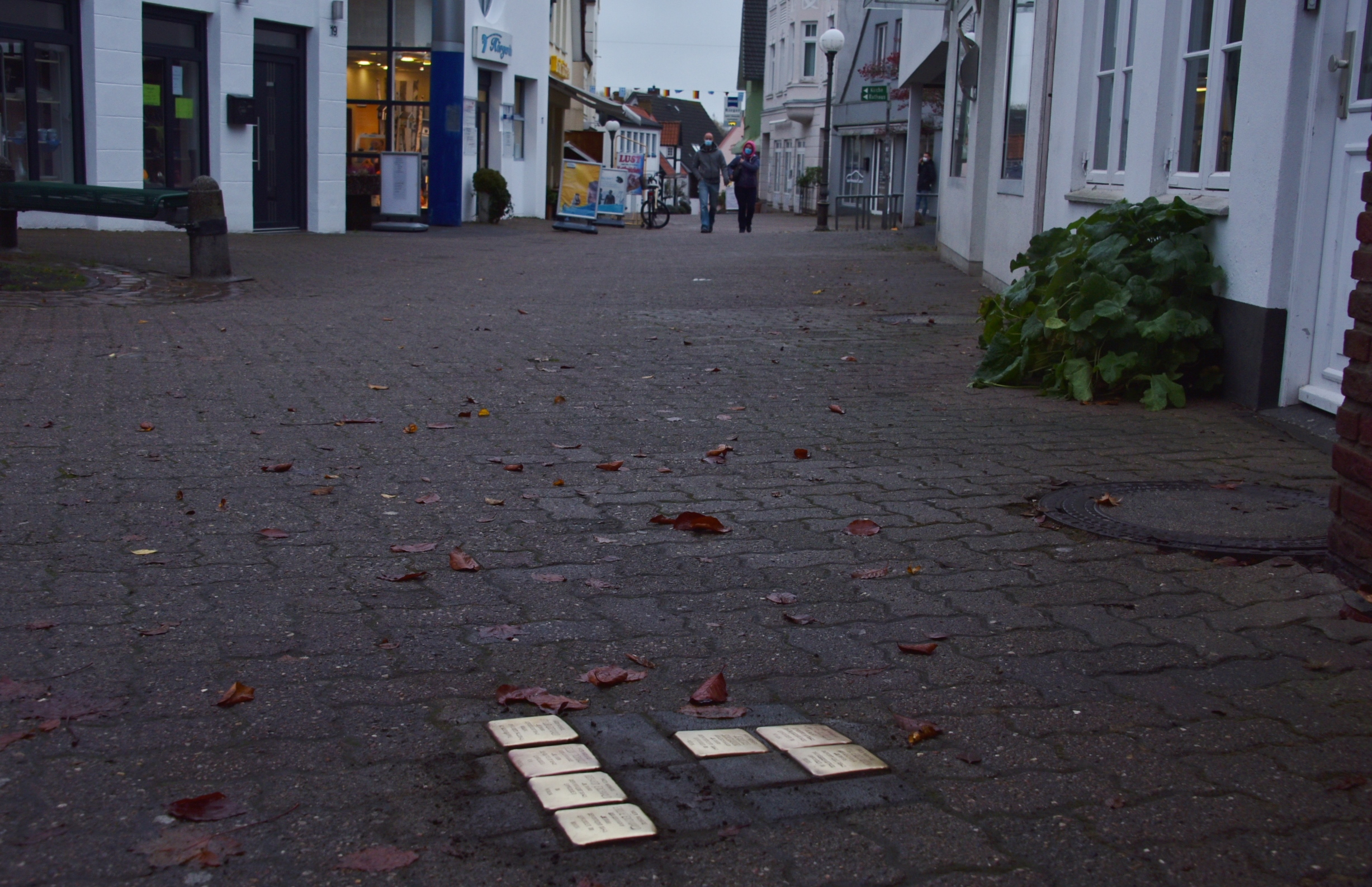
Stolpersteine in Kappeln

Die Liste der Stolpersteine im Kreis Schleswig-Flensburg enthält die Stolpersteine, die vom Kölner Künstler Gunter Demnig im Kreis Schleswig-Flensburg verlegt wurden. Stolpersteine erinnern an das Schicksal der Menschen, die von den Nationalsozialisten ermordet, deportiert, vertrieben oder in den Suizid getrieben wurden. Sie liegen im Regelfall vor dem letzten selbstgewählten Wohnsitz des Opfers.
Die erste Verlegung in diesem Kreis erfolgte am 20. August 2004 in Kappeln.

## Opfergruppen
Bislang wurden nur fünfzehn Stolpersteine im Kreis Schleswig-Flensburg verlegt, doch decken diese ein breites Spektrum ab. In Kappeln wurden Stolpersteine für sieben jüdische Mitbürger verlegt, die alle nach Minsk deportiert und ermordet wurden. In Sterup liegt ein Stein für eine mutmaßlich psychisch kranke Frau, die in einer sogenannten Heilanstalt vom NS-Regime ermordet wurde. Drei der Opfer aus Süderbrarup waren Bibelforscher, auch Zeugen Jehovas genannt. Die Frau konnte überleben, doch ihr Mann und ihr Sohn wurden, weil sie den Kriegsdienst aus Gewissensgründen verweigerten, hingerichtet. Das vierte Opfer aus Süderbrarup wurde aus politischen Gründen inhaftiert. Der Sozialdemokrat wurde in den Selbstmord getrieben, er erhängte sich in der Zelle.

## Stolpersteine
Die Tabellen sind teilweise sortierbar; die Grundsortierung erfolgt alphabetisch nach dem Familiennamen des Opfers. Die Verlegedaten finden sich in einem eigenen Absatz unterhalb der Liste.

### Kappeln
In Kappeln wurden sieben Stolpersteine an einer Adresse verlegt.
| Stolperstein | Inschrift                                                                                        | Verlegeort      | Name, Leben |
| ------------ | ------------------------------------------------------------------------------------------------ | --------------- | --- |
|              | HIER WOHNTE ALFRED EICHWALD JG. 1862 DEPORTIERT 1942 THERESIENSTADT ERMORDET IN MINSK            | Mühlenstraße 36 | Alfred Eichwald wurde am 7. Dezember 1862 in Dortmund geboren. Er war verheiratet mit Emma, geborene Lazarus. Das Paar hatte drei Kinder, Richard (geboren 1880), Alfred (geboren 1889) und Jeanette (geboren 1896). Eichwald gründete 1895 ein Textil- und Schuhgeschäft in Kappeln. 1904 kaufte er das Doppelhaus Mühlenstraße 36. Das Textilgeschäft übernahm sein Sohn Arthur. Im selben Haus führte sein zweiter Sohn Richard ab 1920 ein Tabakwarengeschäft. Während der Reichspogromnacht am 10. November 1938 wurde das Haus verwüstet, die Familie verkaufte das Haus und zog nach Hamburg. Am 19. Juli 1942 wurde Alfred Eichwald von Hamburg nach Theresienstadt deportiert. Am 21. September 1942 wurde er ins Vernichtungslager Treblinka überstellt. Alfred Eichwald hat die Shoah nicht überlebt. Von seiner Familie überlebten nur die drei Enkelkinder, die mit Kindertransporten rechtzeitig nach England in Sicherheit gebracht wurden. Im Jahr 2007 wurde auf Anstoß von drei Schülern der Arnisser Platz in Eichwaldplatz umbenannt. |
|              | HIER WOHNTE ARTHUR EICHWALD JG. 1889 DEPORTIERT 1941 MINSK ERMORDET 14.3.1945 KZ NEUENGAMME      | Mühlenstraße 36 | Arthur Eichwald war Kriegsteilnehmer im Ersten Weltkrieg gewesen. Er führte das Textilgeschäft Alfred Eichwald. Geschäfte und Wohnungen wurden am 10. November 1938 durch SA-Leute verwüstet, Richard und Arthur ins Konzentrationslager Sachsenhausen verschleppt, aus dem sie nach einigen Monaten zurückkehrten. Anschließend zog die Familie nach Hamburg, von wo aus sie deportiert wurden. |
|              | HIER WOHNTE EMILIE EICHWALD GEB. LEVINSKY JG. 1889 DEPORTIERT 1941 ERMORDET IN MINSK             | Mühlenstraße 36 | Emilie Eichwald war die Ehefrau des Tabakwarenhändlers Richard Eichwald. Ihre drei Söhne Kurt, Erik und John gelangten Ende 1938 mit einem Kindertransport nach England, wo Erik 1941 an Tuberkulose starb. Die Mutter erhielt kurz nach der Ankunft der Kinder in England im Januar 1939 eine Einreiseerlaubnis nach Dänemark, von wo aus sie nach England gelangen wollte. Da die Erlaubnis nicht auch für ihren Mann galt, nahm sie sie nicht wahr. Stattdessen zog die gesamte Familie nach Hamburg und bemühte sich von dort aus um die Ausreise. Am 8. November 1941 wurden sie nach Minsk deportiert. |
|              | HIER WOHNTE EMMA EICHWALD GEB. LAZARUS JG. 1865 DEPORTIERT 1942 THERESIENSTADT ERMORDET IN MINSK | Mühlenstraße 36 | Emma Eichwald, die Ehefrau von Alfred, schrieb am 23. März 1942 zum letzten Mal an ihren Enkel Kurt in England. Das ist das letzte Lebenszeichen des Ehepaares. |
|              | HIER WOHNTE RICHARD EICHWALD JG. 1880 DEPORTIERT 1941 ERMORDET IN MINSK                          | Mühlenstraße 36 | Richard Eichwald, der Ehemann von Emilie, war Kriegsteilnehmer im Ersten Weltkrieg gewesen und Mitglied der Freiwilligen Feuerwehr. Er betrieb im Haus der Familie ein Tabakwarengeschäft. Geschäfte und Wohnungen wurden am 10. November 1938 durch SA-Leute verwüstet, Richard und Arthur ins Konzentrationslager Sachsenhausen verschleppt, aus dem sie nach einigen Monaten zurückkehrten. Nach dem Verkauf des Hauses zog die Familie nach Hamburg. Am 8. November 1941 wurden Emilie und Richard Eichwald nach Minsk deportiert. |
|              | HIER WOHNTE SELLY EICHWALD GEB. LEVINSKY JG. 1891 DEPORTIERT 1941 ERMORDET IN MINSK              | Mühlenstraße 36 | Selly Eichwald, Ehefrau von Arthur Eichwald |
|              | HIER WOHNTE JEANETTE SIMENAUER GEB. EICHWALD JG. 1896 DEPORTIERT 1941 ERMORDET IN MINSK          | Mühlenstraße 36 | Jeanette Simenauer geb. Eichwald, Tochter von Alfred und Emma |

### Schleswig
In Schleswig wurden drei Stolpersteine an zwei Adresse verlegt.
| Stolperstein | Inschrift                                                                                 | Verlegeort             | Name, Leben |
| ------------ | ----------------------------------------------------------------------------------------- | ---------------------- | --- |
|              | HIER WOHNTE ISIDOR HORWITZ GEB. 1874 FREITOD 17.3.1932                                    | Mönchenbrückstraße 3 · | Isidor Horwitz wurde am 14. August 1874 geboren und hat am 17. März 1932 den Freitod gewählt. Mit seiner Ehefrau Rosalie Horwitz, geb. Gassenheimer hatte er eine Tochter Luise Charlotte Horwitz, geboren am 8. September 1905 in Schleswig, die im ersten Jahrgang der Lornsenschule ihr Abitur machte und später Juristin wurde. Sie starb in Belgien; das genaue Todesdatum ist leider nicht bekannt.                                                                                   |
|              | HIER WOHNTE BEREK ZARNOWSKI GEB. 1890 FLUCHT 1939 BELGIEN ERMORDET IN AUSCHWITZ           | Michaelisstraße 27 ·   | Berek Zarnowski wurde am 10. Oktober 1890 in Łopuszno geboren und war wohnhaft in Schleswig. Mit seiner zweiten, nichtjüdischen Ehefrau Elise Adolphine Zarnowski, gesch. Schnoor, geb. Doormann hatte er einen Sohn Wolf Rolf. Er emigrierte zusammen mit seinem Sohn am 11. Juli 1939 nach Belgien. Von dort wurde er deportiert und war vom 10. Mai 1940 bis 15. Mai 1940 im Sammellager Drancy interniert. Am 4. September 1942 wurde er in das Vernichtungslager Auschwitz deportiert. |
|              | HIER WOHNTE WOLF ZARNOWSKI GEB. 1920 FLUCHT 1939 BELGIEN ERMORDET 17.2.1945 IN BUCHENWALD | Michaelisstraße 27 ·   | Wolf Rolf Zarnowski, der Sohn von Berek Zarnowski und dessen nicht jüdischer Ehefrau Elise Adolphine Zarnowski, gesch. Schnoor, geb. Doormann (1888–1981), wurde am 15. Juli 1920 in Berlin geboren und war wohnhaft in Schleswig, Ramsdorf und Halle. Er emigrierte am 11. Juli 1939 nach Belgien. Von dort wurde er am 11. Februar 1945 in das Konzentrationslager Buchenwald gebracht, wo er am 17. Februar 1945 ermordet wurde.                                                         |

### Sterup
In Sterup wurde ein Stolperstein verlegt.
| Stolperstein | Inschrift | Verlegeort  | Name, Leben |
| ------------ | --- | ----------- | --- |
|              | HIER WOHNTE LIESBETH SCHMIDT JG. 1908 EINGEWIESEN PSYCHIATRIE SCHLESWIG 'VERLEGT' 14.9.1944 HEILANSTALT OBRAWALDE ERMORDET 26.9.1944 | Nieharde 16 | Liesbeth Schmidt erkrankt im Alter von 16 Jahren 1924 an einer Hirnhautentzündung, die aufgrund mangelnder medizinischer Betreuung zu einer geistigen Behinderung führte. Wo sie in den folgenden Jahren lebte, ist nicht bekannt. 1944 befand sie sich in der Heil- und Pflegeanstalt in Schleswig-Stadtfeld, von wo aus sie am 14. September 1944 in die Heil- und Pflegeanstalt Meseritz-Obrawalde gebracht wurde, wo sie vermutlich durch eine Giftinjektion ermordet wurde. Die Sterbeurkunde datiert ihren Tod auf den 26. September 1944. Der Stein wurde vor dem Wohnhaus der Familie verlegt. |

### Süderbrarup
In Süderbrarup wurden vier Stolpersteine an zwei Standorten verlegt.
| Stolperstein | Inschrift | Verlegeort       | Name, Leben |
| ------------ | --- | ---------------- | --- |
|              | HIER WOHNTE MARIA APPEL GEB. CHRISTIANSEN JG. 1900 BIBELFORSCHERIN 'SCHUTZHAFT' 1937 DRUCKEREI ENTEIGNET SORGERECHT ENTZOGEN ÜBERLEBT              | Bismarckstraße 5 | Maria Appel war zusammen mit ihrem Mann Ralf Appel bereits 1937 verhaftet, aber 1938 wegen einer Amnestie entlassen worden. Nach der Verhaftung ihres Mannes 1941 sollte sie ihn überreden, dem Wehrdienst nachzukommen. Am 3. Juli 1941 wurden ihr ihre vier Kinder trotz des Protestes von Nachbarn weggenommen und in Erziehungsheime gebracht. Die Druckerei musste sie weit unter Wert an die Schleswiger Nachrichten verkaufen. 1944 konnte sie ihren ältesten Sohn Walter noch einmal heimlich treffen, ehe dieser nach Ostpreußen abkommandiert wurde. Nach dem Krieg kamen ihre drei jüngeren Kinder zu ihr zurück und sie führte die Druckerei mit ihrem zweiten Ehemann weiter. |
|              | HIER WOHNTE ROLF APPEL JG. 1902 BIBELFORSCHER 'SCHUTZHAFT' 1937 KRIEGSDIENST VERWEIGERT VERHAFTET 1941 ZUCHTHAUS BRANDENBURG ENTHAUPTET 11.10.1941 | Bismarckstraße 5 | Rolf Appel war Druckereibesitzer. Er und seine Frau Maria gehörten zu der Bibelforscherbewegung an, die sich gegen die Wehrpflicht aussprach, und waren bereits 1937 wegen Verbreitung von Flugblättern verhaftet worden und hatten mehrere Monate im Gefängnis verbracht. Am 3. März 1941 erhielt er den Einberufungsbefehl, auf den er schriftlich antwortete, dass er den Kriegsdienst nicht mit seinem Glauben vereinbaren könne. Daraufhin wurde er am 9. März 1941 wegen Wehrdienstverweigerung von der Gestapo abgeholt und erst nach Lübeck und dann nach Berlin gebracht. Am 11. Oktober 1941 wurde er im Zuchthaus in Brandenburg/Havel enthauptet.                              |
|              | HIER WOHNTE WALTER APPEL JG. 1927 DER MUTTER ENTZOGEN KRIEGSDIENST VERWEIGERT OHNE GERICHTSVERHANDLUNG HINGERICHTET 1944                           | Bismarckstraße 5 | Walter Appel, der älteste Sohn von Ralf und Maria Appel, war 1941 wie seine jüngeren Geschwister in ein Erziehungsheim gebracht worden. Er musste die Schule abbrechen und eine Druckerlehre beginnen. Heimlich ließ er sich in die Gemeinde der Bibelforscher aufnehmen. 1944 verweigerte er den Kriegsdienst und wurde ohne Gerichtsverhandlung enthauptet. Da er noch ein Jugendlicher war, wurde sein Geburtsdatum gefälscht. |
|              | HIER STARB WILHELM HASS JG. 1898 KRITISCHE ÄUSSERUNGEN DENUNZIERT VERHAFTET 3.3.1943 FLUCHT IN DEN TOD IN ARRESTZELLE                              | Raiffeisenstraße | Wilhelm Hass, ein Schuhmacher, der in den 1920er Jahren Mitglied ders SPD gewesen war, wurde von seiner Schwägerin denunziert und sogleich verhaftet. Er beging in der Arrestzelle Selbstmord. Da sein Wohnhaus nicht mehr vorhanden ist, wurde der Stolperstein am Ort der Arrestzelle verlegt. |

## Verlegedaten
- 2. September 2003: Schleswig
- 20. August 2004: Kappeln
- 24. August 2004: Schleswig (Michaelisstraße 27)
- 10. Oktober 2012: Süderbrarup
- 15. Oktober 2016: Sterup